# Conflicto CNI Canal 40 - TV Azteca
El conflicto CNI Canal 40 - TV Azteca fue un conflicto que inicio tras firmar alianza estratégica a TV Azteca y Javier Moreno Valle concesionario de XHTVM-TV y dueño de Corporación de Noticias e Información. A raíz de esto CNI Canal 40 en la Ciudad de México cambió de nombre a Azteca 40 el cual inicia transmisiones en 1998.

## Relato de los hechos

### Causas
Debido a diferencias originadas por un convenio de contenidos, en el año 2000, Javier Moreno Valle incumplió contrato con TV Azteca, a causa de no poder devolver veinte millones de pesos. Entrevistado en el programa Séptimo Día, Moreno Valle reconoció: "Me equivoqué de socio". Se supo después que Ricardo Salinas Pliego, dueño de TV Azteca, había comentado que Moreno Valle "no se había equivocado de socio, sino de enemigo".

### El Chiquihuitazo
A raíz de la separación de ambas compañías, surgieron diversos argumentos, pleitos legales y judiciales que dejaron a CNI Canal 40 en la ruina. A pesar de todo lo que la justicia haya resuelto, el error más grande de esta pelea lo llevó a cabo Televisión Azteca en el evento más conocido como Chiquihuitazo.
La madrugada del viernes 27 de diciembre del 2002, un comando armado bajo las órdenes de Televisión Azteca, secuestró la planta transmisora de CNI Canal 40, ubicada en el Cerro del Chiquihuite en la Ciudad de México.
Los vigilantes e ingenieros de CNI que se encontraban en ese momento en la cabina de monitoreo de las instalaciones, relatan que cerca de las 2 de la mañana empiezan a subir unas camionetas, de las cuales se bajan unos "encapuchados" que amenazantes, les abren la puerta a golpes, los tiran al suelo y los esposan de manera violenta.
Las personas armadas les piden credenciales y direcciones a los trabajadores de CNI, para después amenazar con que si intentaban hacer algo en el momento, iban a tomar acciones en contra de ellos, ya que tenían gente afuera de sus casas.
Pasaron las horas, y entonces los pistoleros intentaron sobornar a los trabajadores secuestrados con una fuerte suma de dinero, argumentando que fue por el "susto" y para que, con ayuda de una cámara de TV que traían en ese momento, los grabaran tomando las instalaciones de manera "pacífica".
Después de esto, toman a uno de los ingenieros y le ordenaron que sacara del aire a Canal 40 y pusiera la señal de Azteca 13 en su lugar, para después liberar al resto de trabajadores y retirarse.
Esto terminó a las 5 de la mañana, con la toma violenta de la planta transmisora.

### Retransmisión de TV Azteca
En diciembre de 2002 tras un fallo en la Corte Permanente de Arbitraje, TV Azteca toma nuevamente las instalaciones del Canal 40 para retransmitir la señal al aire del canal "Azteca 40" y con la ayuda del gobierno de México, sin embargo un mes después se le regresa la concesión a Javier Moreno Valle.
En la madrugada del 27 de diciembre de 2002, la señal de CNI Canal 40, fue interrumpida por parte de TV Azteca. Inmediatamente Azteca 13 es transmitido desde el canal 40. El argumento más vociferado en ese momento, y el más aceptado por la gran mayoría de gente, fue el declarado por Ciro Gómez Leyva en donde un "comando armado", tomó por asalto las antenas transmisoras ubicadas en el Cerro del Chiquihuite.
Todo esto desencadenó un caos en lo que refiere a la actitud del gobierno federal, y a ambos involucrados, cada uno refutando la versión de su oponente. Otro de los errores más grandes de este conflicto, fueron las declaraciones del presidente Vicente Fox al ser cuestionado en una conferencia de prensa sobre el asunto del Canal 40, donde el mandatario mexicano se limitó a responder: ¿Y yo por qué?. El 27 de enero de 2003, la señal es devuelta a CNI Canal 40.
Actualmente, mucho de lo implantado por CNI Canal 40 fue retomado por otras empresas o programas similares. Empleados, camarógrafos, editores, estilos, maneras, y formas de trabajar se vieron después en Televisa (como Brozo, Denisse Maerker o los Alebrijes), TV Azteca, Imagen TV (David Páramo, un especialista en Finanzas, Ciro Gómez Leyva, conductor del noticiero estelar del canal), Radio Fórmula (también como locutor Ciro Gómez Leyva), entre algunos otras empresas.
El 19 de mayo de 2005 sus operaciones fueron suspendidas por una huelga de trabajadores a causa de problemas legales que enfrenta su concesionario Javier Moreno, el mismo que tiene actualmente orden de aprehensión por evasiones fiscales y fraudes.

### Proyecto 40
Después de varios fallos legales en contra de Javier Moreno Valle, el 21 de febrero de 2006 la frecuencia de Canal 40 volvió al aire, reapareciendo en televisión bajo el nombre de Proyecto 40. En febrero de 2007, la Suprema Corte de Justicia de la Nación negó un amparo a Moreno Valle, autorizando las transmisiones de Proyecto 40.

### Conflictos laborales
Además, la huelga de CNI Canal 40, estallada el 19 de mayo de 2005, no ha concluido puesto que el Sindicato se dio por pagado de las prestaciones laborales adeudadas por Televisora del Valle de México S.A. de C.V. y no así por Corporación de Noticias e Información S.A. de C.V. empresa cuyo accionista principal Javier Moreno Valle se encuentra en Estados Unidos tratando de evitar su extradición a México para que responda por el delito de defraudación fiscal. Hernán Cabalceta Vara, en su carácter de administrador único, consiguió un préstamo por 50 millones de pesos con los que liquidaron a los trabajadores sindicalizados, evitando así que se perdiera la fuente de empleo puesto que por disposición oficial las concesiones no pueden tener determinados lapsos de inactividad perdiendo su vigencia con ello. Sin embargo el personal de confianza aglutinado en una coalición de 154 miembros, con los abogados Jorge Olvera Quintero y Eugenio Olvera Pérez como sus apoderados demandaron a las sociedades Televisora del Valle de México S.A. de C.V., Sygma S.A. de C.V. y Corporación de Noticias e Información S.A. de C.V. y en el caso del expediente 907/2005  que constituía un universo de 132 trabajadores lograron una condena inatacable por el 100% de sus prestaciones reclamadas y que actualmente representan un pasivo de casi 50 millones de pesos, además quedan sin resolver otros cuatro juicios del personal de confianza.

Sólo se le pagó al personal sindicalizado de Canal 40 (técnicos y empleados del cerro del Chiquihuite); el personal de confianza que trabajó en las instalaciones del World Trade Center aún no ha sido debidamente liquidado conforme a la ley.
TV Azteca solamente le pago al personal sindicalizado de Canal 40 que laboraba en Televisora del Valle de México,(la concesionaria) pero la huelga de Corporación de Noticias e Información(CNI) quedó inconclusa, pues al final, el abogado de TV Azteca, Salvador Rocha Díaz, argumentaba que "debían demandar mejor a Moreno Valle, pero que TV Azteca tiene el legítimo derecho de operar la señal debido a los contratos firmados en 1998."

## Actualidad
En octubre de 2008, durante el programa Tercer Grado, se habló sobre la censura en los medios de comunicación, a lo cual se hizo alusión a una serie de videos emitidos por el desaparecido
"CNI Noticias" que mostraban la vida de los presos en la cárcel de Almoloya de Juárez.
En su momento, esos videos fueron controversiales y se debatió sobre si deberían censurar al
entonces CNI Canal 40 por la difusión de tales videos.Se le cuestionó a Ciro Gómez Leyva
si volvería a pasar videos de ese tipo, a lo que respondió: "Si yo estuviera en Canal 40, sin duda lo volvería a hacer. En junio de 2008, Ciro Gómez Leyva entrevisto a Javier Quijano.
El pleito por la propiedad del Canal 40 volvió a ser noticia luego de que fuera nombrado como secretario de Gobernación Fernando Gómez Mont, quien defendió los intereses de Javier Moreno Valle y CNI Canal 40 en diciembre de 2002. 
El 11 de octubre de 2011 el pleito por el control y operación por la señal de Canal 40 volvió a ser noticia, después de que el abogado Javier Quijano Baz volvió a intentar invalidar la operación de Proyecto 40, al emitir un desplegado en diarios de circulación nacional señalando una sentencia judicial a favor de Javier Moreno Valle, titular original del canal. Un juez federal había ordenado a TV Azteca no oponerse a las resoluciones de una asamblea de accionistas de Televisora del Valle de México, que le daban control operativo a Javier Moreno Valle en septiembre de 2005, ni combatirla en tribunales, por lo que Moreno Valle estaba en posición de retomar el control de Canal 40. Sin embargo, acudiendo a un amparo otorgado por la Suprema Corte de Justicia de la Nación, otorgado en marzo de 2007, Azteca argumentó que seguirían controlando canal 40 como "Proyecto 40", ya que dicho amparo le daba la razón jurídica a Azteca, y que Moreno Valle, en su calidad de exiliado político, no podía retomar control de Canal 40 a pesar de haber ganado un proceso muy importante. Además, Javier Quijano presionó al Director del Registro Público de Comercio para reinsertar a Moreno Valle como concesionario de la señal en disputa, sin poder lograrlo. Azteca sigue operando Canal 40 a pesar de los intentos de Quijano y la sentencia del Juez Federal.
El 10 de febrero de 2014 Ciro Gómez Leyva publicó en su columna de "La Historia en Breve" de Milenio que el litigio por la operación y administración del canal no ha terminado y que los abogados Javier Quijano y Javier Cortina estaban a la espera de la promulgación de las leyes secundarias de telecomunicaciones para acudir al nuevo IFT (Instituto Federal de Telecomunicaciones) para solicitar la suspensión de las transmisiones de Proyecto 40, ya que al parecer estaban por concluir unas últimas instancias judiciales favorables para Javier Moreno Valle, CNI y TVM.
Sin embargo al día siguiente TV Azteca y Grupo Salinas contestaron con una carta dirigida a Milenio Diario y a Ciro Gómez Leyva, escrita por Francisco Borrego, justificando y defendiendo la tenencia que tiene Azteca sobre Canal 40, además de exponer algunas malas decisiones durante la administración de Javier Moreno Valle en TVM. Al final de la carta, se invitó al periodista a incorporarse a la audiencia de Proyecto 40.